# Граф, Иоганн
Иоганн Граф (нем. Johann Graf; 26 марта 1684, Нюрнберг — 2 февраля 1750, Рудольштадт) — немецкий композитор, скрипач и дирижёр.

## Биография
Начал свою музыкальную карьеру как скрипач в капелле нюрнбергской церкви Святой Елизаветы. Затем (вероятно, с 1708 года) работал в Трансильвании, обучая гобоистов для военного оркестра в гарнизоне Георга Вильгельма Лёффенхольца фон Кольберга. Некоторое время также провёл в Вене, изучая новейшие музыкальные течения.
В 1718 году поступил в придворный оркестр князя-архиепископа Лотара Франца фон Шёнборна, сперва в Майнце, а затем в Бамберге. В 1723 году перешёл концертмейстером в придворную капеллу княжества Шварцбург-Рудольштадт, в 1738—1745 гг. её капельмейстер. Был близок с Георгом Филиппом Телеманом, лоббировал включение его произведений в репертуар капеллы.
Сыновья — композиторы и дирижёры Кристиан Эрнст Граф и Фридрих Хартман Граф.

## Творчество
Основной труд Графа — 18 трио-сонат для скрипки и basso continuo, выпущенных тремя сборниками по шесть произведений в 1718, 1727 и 1737 гг.; упоминается также сборник его этюдов для двух скрипок, альта и basso continuo (1739). Известны также шесть его опер. Вокальные и хоровые сочинения Графа не сохранились. Трио-сонаты Графа нацелены на обновление формы и предполагают музыку Арканджело Корелли в качестве образца, вероятно также влияние на его раннее творчество Иоганна Пахельбеля и Иоганна Якоба Вальтера, а на произведения 1730-х гг. — мангеймской школы.